# 易門県
易門県（いもん-けん）は、中華人民共和国雲南省玉渓市に位置する県。

## 地理
易門県は雲南省中西部、玉渓市の北西部に位置し、東は安寧市及び晋寧区、南は峨山イ族自治県、西は双柏県、北は禄豊市及び安寧市と接する。

## 歴史
前109年（元封2年）に双柏県が設置されその管轄となる。独自の行政区画としては1266年（至元3年）に元により設置された洟門千戸である、1276年（至元13年）に易門県に改められ現在に至る。

## 行政区画
下部に2街道、1鎮、1郷、3民族郷を管轄する。
- 街道
  - 竜泉街道、六街街道
- 鎮
  - 緑汁鎮
- 郷
  - 小街郷
- 民族郷
  - 銅廠イ族郷、浦貝イ族郷、十街イ族郷

## 交通

### 道路
- 高速道路
  - S18 武易高速道路